# ザンタイン県
ザンタイン県（ザンタインけん、ベトナム語：Huyện Giang Thành / 縣江城?）は、ベトナム社会主義共和国キエンザン省の県。面積は407.44km²、人口は34,860人（2018年）である。

## 行政区画
以下の5社から構成される。
- フーロイ社（Phú Lợi / 富利）
- フーミー社（Phú Mỹ / 富美）
- タンカインホア社（Tân Khánh Hòa / 新慶和）
- ヴィンディエウ社（Vĩnh Điều / 永調）
- ヴィンフー社（Vĩnh Phú / 永富）